# Ovidio González
Ovidio Alejandro González es un político venezolano. Nació en Porlamar, Estado Nueva Esparta (Isla de Margarita) el 26 de febrero de 1931, hijo de Constantino Hágliani, de origen libanés y su madre Teodora González. Su niñez y juventud fueron de penurias y sinsabores dadas las difíciles condiciones económicas que afrontaban los habitantes de la Isla para aquellos tiempos, su dedicación como humilde de pescador y nativo del barrio Bella Vista de la Isla de Margarita, y locutor en Ondas Porteñas (Unión Radio 640), lo motivo a hacerse Médico y perseguir un fin: “Mi lucha social es por quienes menos tienen”.

## Biografía
Curso Estudios de Medicina en la Universidad de Los Andes, donde se graduó de médico en 1957, y luego cursó estudios de Gineco-Obstetricia. Fue Presidente del Colegio de Médicos del Estado Anzoategui, y participó en la formación del Centro Médico de Especializades Anzoategui de Lechería. Contrajo matrimonio con María Antonieta Aguana, con quien procreó tres hijos. 
Fue el primer Gobernador del Estado Anzoátegui en ser electo por votación popular, para el periodo 1989-1992, a raíz de la entrada en vigencia de la Ley de Elección de Gobernadores, y con el apoyo de 17 Partidos Políticos encabezados por COPEI, que derrotó en el proceso electoral al partido Acción Democrática. 
Luego fue Reelecto como Gobernador para el Periodo 1992-1995. Ante la búsqueda del apoyo social para transformar la realidad del Estado Anzoátegui, preparó un programa de gobierno que descansó en el lema “Primero es la gente”. En 1994, debido a los odios existentes en la clase política de entonces, presentes mayoritariamente en la Asamblea Legislativa Estadal, acordaron improbar la memoria y cuenta de su gestión, lo conllevó a su destitución por parte de ese ente legislativo como Gobernador del Estado Anzoátegui, conforme a las atribuciones conferidas por la Ley de Elección de Gobernadores. 
Su situación sirvió para que esta Ley fuera reformada y que ningún otro gobernador pudiera ser removido del Gobierno Estadal por una mayoría circunstancial en las Asambleas Legislativas Estadales, evitando decisiones arbitrarias. Sin embargo, el Tribunal Superior de Salvaguarda a quien correspondió conocer del caso, estableció en su resolución que no se encontraron irregularidades en su gestión. A raíz de su salida del poder se convocaron elecciones especiales, resultado electo Dennis Balza Ron, para concluir el periodo de mandato 1994-1995.